# Freedom (canción de Wham!)
«Freedom» cuya traducción significa Libertad es una canción del dúo británico Wham! en 1984, convirtiéndose en el Reino Unido en el segundo n.º 1 del grupo. Fue escrita por George Michael, uno de los intérpretes.

## Historia
Wham! ya había disfrutado un éxito en 1984 por el tiempo en que Freedom fue lanzado en agosto del mismo año. "Wake Me Up Before You Go Go" les había dado su primer n.º 1 en el Reino Unido y llegó de alcanzar entonces el top de la lista Billboard Hot 100 en los Estados Unidos. George había ido luego al n.º 1 con un sencillo en solitario, "Careless Whisper".
"Freedom" fue n.º 1 en el Reino Unido durante tres semanas y se incluyó en el álbum Make It Big, que se publicó al mismo tiempo. "Freedom" fue el décimo sencillo más vendido de 1984. Esta canción también alcanzó el puesto # 3 en el Billboard Hot 100 en los Estados Unidos. La letra está llena de turbulencias de una experiencia de alojarse en una relación destructiva, donde una pareja ama a otro más que el otro "amor a tiempo parcial sólo me lleva hacia abajo" y el daño inevitable que esto causa. Una situación que Michael finalmente aparece para resolver en la canción "Faith" donde está construyendo la confianza necesaria para conocer a alguien nuevo y obtener la 'libertad' que ha estado soñando.
El video musical muestra a la banda de gira por Pekín, China. Fueron el primer grupo británico de gira en Asia.
El sencillo también fue lanzado como un disco de imágenes cuadrados, con un registro por ser blanco y con una foto de Michael en el lado derecho.
"Freedom" fue versionada en 1999 por un grupo femenino de Nueva Zelanda llamado TrueBliss en su álbum debut Dream. Fue lanzado como el último sencillo de TrueBliss en septiembre de 1999. También fue versionada por The Supernaturals en 1997.
La canción fue utilizada en un comercial japonés de casetes para audio Maxell, con letra modificada. ("No puedo esperar a verte, ¿por qué no vienes aquí no más?")
La melodía de la canción fue utilizada por George Michael como una introducción a su canción, "Faith", tocado con un órgano de iglesia.

## Lista de canciones

### 7": Epic / A 4743 (UK)
1. «Freedom» (5:08)
2. «Freedom» [Instrumental] (5:10)

### 12": Epic / TA 4743 (UK)
1. «Freedom» [Long Mix] (7:14)
2. «Freedom» [Instrumental] (5:10)

## Posicionamiento
| Lista (1984)   | Mejor posición |
| -------------- | -------------- |
| Suecia         | 9              |
| Suiza          | 5              |
| Noruega        | 1              |
| Austria        | 23             |
| Francia        | 16             |
| Australia      | 3              |
| Reino Unido    | 1              |
| Estados Unidos | 3              |

- Datos: Q1453506